# William Henry Davies
Pour les articles homonymes, voir William Davies et Davies.
William Henry Davies est un poète et écrivain gallois. Né le 3 juillet 1871 à Newport dans le Monmouthshire, il meurt le 26 septembre 1940.   

## Biographie
Sa jeunesse est difficile et il sombre dans la délinquance. Après l'échec de son apprentissage, il voyage, vivant de travaux temporaires. En 1908, il publie The Autobiography of a Super-Tramp (L'Autobiographie d'un super-clochard), compte-rendu de sa vie aux États-Unis entre 1893 et 1899. En sautant d'un train au Canada, il perd un pied et porte ensuite une jambe de bois.
Il retourne en Angleterre où il mène une vie difficile, en particulier à Londres. Son premier recueil de poèmes, publié en 1905, marque le début de son succès et de sa réputation ; il y décrit essentiellement son expérience personnelle et ses côtés les moins reluisants. Il parvient à une certaine notoriété après la publication de l'anthologie en cinq volumes de Georgian poetry, compilée par Edward Marsh, où ses écrits occupent une place de choix. 
Il est surtout connu pour deux vers du poème "Leisure" (Loisirs) :
« What is this life if, full of care

We have no time to stand and stare? »
« Qu'est-ce que cette vie si, à tant s'inquiéter,

Il n'est de temps pour s'arrêter et contempler ? »
Il se marie en 1923 avec Helen Payne, ex-prostituée plus jeune que lui d'une trentaine d'années ; les explications — d'une grande franchise — que Davies donne sur cette union ne paraissent qu'en 1980. Le couple mène une vie tranquille dans le Sussex et le Gloucestershire.

## Œuvres
- 1905 - The Soul's Destroyer, poèmes
- 1908 - The Autobiography of a Super-Tramp[2]
- 1909 - Beggars
- 1907 - New Poems
- 1908 - Nature Poems
- 1910 - Farewell to Poesy
- 1911 - Songs of Joy
- 1913 - Foliage
- 1914 - The Bird of Paradise
- 1918 - Raptures, poèmes
- Shorter Lyrics 1900-1922 (1922, Bodley Head anthology) editor
- 1924 - Secrets, poèmes
- 1939 - The Loneliest Mountain, poèmes
- 1963 - Complete Poems
- 1980 - Young Emma, autobiographie

## Note
1. ↑  « https://uvic2.coppul.archivematica.org/w-h-davies-fonds » (consulté le 21 novembre 2020)
2. ↑  Le titre de cette œuvre est à l'origine du nom du groupe de rock Supertramp